# Kapilara
Kapilara označava najmanju krvnu žilu veličine 5-10 μm. Zid kapilare je debljine 0,5 mikrometara. Mala debljina zida kapilara služi efektivnoj i brzoj razmjeni iz i u kapilaru, molekula kiska, ugljikovog dioksida, šećera, aminokiselina, vode, i ostalih tvari, između krvi i stanica tkiva. 